# 엠마 탈룰라 벤
엠마 탈룰라 벤(Emma Tallulah Behn, 2008년 9월 29일 ~ )은 노르웨이 왕가의 일원이다. 그녀는 노르웨이 공주 메르타 루이세와 그녀의 전 남편 아리 벤의 셋째 딸이자 노르웨이의 왕 하랄 5세와 노르웨이 왕비 소냐의 외손녀이다.